# Jean-Baptiste Mills
Pour les articles homonymes, voir Mills.
Jean-Baptiste Mills, né à Cap-Haïtien le 1er juillet 1749 et mort le 7 décembre 1806 à Bastia, est une personnalité politique de la Révolution française originaire de Saint-Domingue qu'il représente à la Convention nationale.

## Biographie
Le 24 septembre 1793, la colonie l'élit, à la pluralité des voix, le 5e et dernier député de la colonie à la Convention. Avec l'ancien esclave noir Jean-Baptiste Belley et le Blanc Louis-Pierre Dufay, Jean-Baptiste Mills, quant à lui un mulâtre libre, fait ainsi partie de la députation tricolore de l'île dont l'intronisation dans l'enceinte de l'assemblée lors de la séance du 16 pluviôse an II (4 février 1794) provoque l'abolition de l'esclavage en France.
Après le récit de la traversée pleine de périls d'un océan Atlantique sillonné par la flotte anglaise ennemie puis de la chaotique situation insulaire, son collègue Dufay demande de confirmer et d'étendre l'abolition de l'esclavage proclamée, dans la province nord de l'île, par le représentant en mission Sonthonax. Le député, pour appuyer sa demande, affirme en outre que tous les Noirs de Saint-Domingue ont juré fidélité à la France républicaine. Sa proposition est accueillie par une réaction émotive d'applaudissements. À la suite de cette allocution, Levasseur, Delacroix, Georges Danton font voter l'abolition de l'esclavage dans les colonies. Au milieu des acclamations l'assemblée révolutionnaire présidée par Vadier proclame officiellement l’abolition de l'esclavage.
À la tribune, Jean-Baptiste Belley et Jean-Baptiste Mills se jettent alors dans les bras l'un de l'autre. Lacroix les prend par la main et les conduit au président, qui leur donne une accolade fraternelle. Tous les députés de la Convention viennent ensuite, tour à tour, embrasser les deux hommes.
Dufay, Belley et Mills sont congratulés dans la liesse générale et sont accueillis de la même manière, le soir, au Club des jacobins. À la différence de Dufay et de Belley, après le 10 Thermidor an II-28 juillet 1794 en désaccord ouvert l'un et l'autre sur la mémoire de Robespierre, Mills reste discret. Tous les trois avaient pourtant envoyé à l'Incorruptible le 4 floréal an II (23 avril 1794) une lettre pleine de louanges .
Jean-Baptiste Mills déporté en Corse, meurt le 7 décembre 1806 à Bastia ,

## Sources et références
1. ↑  Sa fiche sur le site de l'Assemblée Nationale.
2. ↑  Arzalier, Francis sur Persée
3. ↑  Matthieu Carlot, « Des chemins périlleux. Le voyage des conventionnels des colonies vers Paris (1793-1794) », sur Annales historiques de la Révolution française (consulté le 5 janvier 2019).
4. ↑   sur la séance au club des jacobins voir Jean-Daniel Piquet, L'émancipation des Noirs dans la Révolution française (1789-1795), Paris, Karthala, 2002, p. 358-366.
5. ↑   Jean-Daniel Piquet, "Jean-Baptiste Belley et Louis Dufay : souvenir et oubli en l’an III d’une lettre à Maximilien Robespierre, qu'ils considéraient comme un grand ami du peuple de Saint-Domingue « L’ami du seul peuple de Saint-Domingue… c’est-à-dire les jaunes et les noirs »", Revue Tierce Université de Poitiers 2021-1, 8 mars 2022 » (rubrique/ Sources).
6. ↑  [http://concourstijomauvois.e-monsite.com/medias/files/jean-baptiste-belley-dit-timbaze-dit-mars-.pdf Concours sur Jean-Baptiste Belley (y figure Mills à partir de la page 7).
7. ↑  Site de l'Assemblée nationale entrée Jean-Baptiste Mills.